# آخونوو (شهرستان اوچالینسکی، باشقیرستان)
آخونوو (انگلیسی: Akhunovo, Uchalinsky District, Republic of Bashkortostan) یک شهرک در شهرستان اوچالینسکی استان باشقیرستان کشور روسیه است.